# Рябиевка
Ряби́евка (укр. Рябіївка) — село в Волочисском районе Хмельницкой области Украины.
Население по переписи 2001 года составляло 420 человек. Почтовый индекс — 31225. Телефонный код — 3845. Занимает площадь 2,354 км². Код КОАТУУ — 6820986501.

## Местный совет
31224, Хмельницкая обл., Волочисский р-н, с. Рябиевка

## Известные уроженцы
- Герций Юрий Викторович — российский государственный деятель, руководитель Федеральной службы по труду и занятости России (Роструд) в 2008—2013 гг.
- Владимир Багазий — бургомистр Киева в 1941—1942 гг., казнён за поддержку националистов.